# 101
101 (CI) var ett normalår som började en fredag i den julianska kalendern.

## Händelser

### Okänt datum
- Epictetus skriver och utger den bok som på engelska heter The Discourses (latinsk eller svensk titel ännu ej känd).
- Kejsar Trajanus inleder en expedition till Dakien och överskrider därmed de gränser Augustus satte för Romarriket.
- Trajanus besegrar kung Decebalus i slaget vid Tapae, vilket är en avgörande seger för romarna i kriget mot Dakien.
- Plutarkos skriver sitt verk Berömda mäns parallella liv (på grekiska Βίοι Παράλληλοι) vilket innehåller femtio biografier, av vilka 46 presenteras i par där grekiska och romerska berömdheter jämförs (till exempel Theseus och Romulus, Alexander den store och Julius Caesar, Demosthenes och Cicero).
- Sedan Clemens I har avlidit väljs Evaristus till påve (detta år eller 97, 98, 99 eller 100).
- De kinesiska tibetanerna introducerar sin buddhistiska religion i Indonesien.

## Födda
- Herodes Atticus, grekisk retoriker
- Ptolemaios, grekisk matematiker, astronom och geograf

## Avlidna
- Clemens I, påve sedan 88, 91 eller 92 (död detta år, 97 eller 99)
- Johannes, apostel och en av Jesu lärjungar (död i Efesos; den ende av Jesu lärjungar att inte dö martyrdöden)
- Silius Italicus, romersk författare av Punicus (annaler över Hannibal under det andra puniska kriget)
- Gan Ying, ett sändebud från Handynastin i Kina som fick lära sig en hel del om Ta Ts'in (det romerska riket) fastän han aldrig kom dit